# Кавалли, Альдо
Альдо Кавалли (итал. Aldo Cavalli; род. 18 октября 1946, Маджанико ди Лекко, Италия) — итальянский прелат и ватиканский дипломат. Титулярный архиепископ Вибо Валенция со 2 июля 1996. Апостольский делегат в Анголе со 2 июля 1996 по 1 сентября 1997. Апостольский нунций в Сан-Томе и Принсипи со 2 июля 1996 по 28 июня 2001. Апостольский нунций в Анголе с 1 сентября 1997 по 28 июня 2001. Апостольский нунций в Чили с 28 июня 2001 по 29 октября 2007. Апостольский нунций в Колумбии с 29 октября 2007 по 16 января 2013. Апостольский нунций на Мальте с 16 января 2013 по 21 марта 2015. Апостольский нунций в Ливии с 13 апреля 2013 по 21 марта 2015. Апостольский нунций в Нидерландах с 21 марта 2015 по 27 ноября 2021.